# Сабуе (Кварельский муниципалитет)
Сабуе (груз. საბუე) — село в Грузии. Находится в восточной Грузии, в Кварельском муниципалитете края Кахетия. Расположено на южных склонов Кахетинского Кавкасиони, на высоте 560 метров над уровнем моря, на левом берегу реки Инцоба, которая впадает в реку Алазани с левой стороны. От города Кварели располагается в 27 километрах. По результатам переписи 2014 года в селе проживало 1163 человека.